# Main dans la main
Pour les articles homonymes, voir Main dans la main.
Pour plus de détails, voir Fiche technique et Distribution.
Main dans la main est une comédie dramatique française réalisée par Valérie Donzelli. Le film est sorti le 19 décembre 2012 en France.

## Synopsis
Quand Hélène Marchal et Joachim Fox se rencontrent, ils ont chacun des vies bien différentes. Hélène dirige la prestigieuse école de danse de l’Opéra Garnier, Joachim, lui, est employé d’un miroitier de province. Mais une force étrange les unit. Au point que, sans qu’ils puissent comprendre ni comment ni pourquoi, ils ne peuvent plus se séparer. C’est physiquement impossible. Comme si de l’instant de leur rencontre Hélène et Joachim se mettaient malgré eux à valser dans un infernal duo.

## Fiche technique
- Titre : Main dans la main
- Réalisation : Valérie Donzelli
- Scénario : Valérie Donzelli, Jérémie Elkaïm et Gilles Marchand
- Photographie : Sébastien Buchmann
- Montage : Suzana Pedro
- Musique originale : Peter von Poehl
- Superviseur musical : Pascal Mayer
- Costumes : Elisabeth Mehu
- Casting enfants : Karen Hottois
- Producteur : Jimmy Price et Abigail Zealey Bess
- Production : Rectangle Productions, en association avec Cofinova 8
- Distribution : Wild Bunch Distribution
- Pays :  France
- Genre : comédie dramatique et film musical
- Durée : 90 minutes
- Dates de sortie : 
  -  Italie : novembre 2012 (Festival du film de Rome)
  -  France : 19 décembre 2012
- Budget : 3,96 millions d’euros
- Entrées : 206 617

## Distribution
- Valérie Lemercier : Hélène Marchal
- Jérémie Elkaïm : Joachim Fox
- Valérie Donzelli : Véro, la sœur de Joachim
- Béatrice de Staël : Constance de la Porte, l'amie d'Hélène
- Philippe Laudenbach : le ministre de la Culture
- Serge Bozon : Jean-Pierre
- François Rollin : le commissaire Moulet
- Gilles Marchand : le pompier
- Katia Lewkowicz : Katia
- Lyn Thibault : Nelly, l'assistante d'Hélène
- Sébastien Noiré : JF, le mari de Véro
- Dominique Marcas : Mouna
- Antoine Chappey : le nouveau ministre de la Culture
- Bastien Bouillon : l'apprenti miroitier
- Bertrand Bonello : un des prétendants d'Hélène
- Stéphane Manel : un des prétendants d'Hélène
- Bruno Lavaine : policier 1
- Nicolas Charlet : policier qui louche
- Édouard Weil : médecin marabout
- Sébastien Buchmann : médecin marabout
- Philippe Barassat : le narrateur

## Lieux de tournage
- Heudicourt-sous-les-Côtes (Meuse)
- Commercy (Meuse)
- Paris
  - Palais-Royal (1er arrondissement)
  - Pont Alexandre-III (7e et 8e arrondissements)
  - Opéra Garnier (9e arrondissement)
  - Boulevard Delessert (16e arrondissement)
- New York

## Musiques additionnelles
- Electricity - Orchestral Manoeuvres in the Dark
- Main dans la main - Elli et Jacno (version originale, puis en reprise chantée par Valérie Lemercier et Jérémie Elkaïm sur le générique de fin)
- Casse Noisette - Tchaïkovski
- Le Lac des Cygnes - Tchaïkovski
- Holding Out For A Hero - Bonnie Tyler
- Les hauts quartiers de peine - Dominique A
- Moment musical no 3 - Franz Schubert
- Badinerie - Johann Sebastian Bach (sonnerie de téléphone portable)
- The Man I Love - George Gershwin
- Amor Mio - Frank Sark
- Amore Come Dolore - Ennio Morricone
- Twentytwo Fourteen - The Album Leaf
- 28 Paradise - Peter Von Poehl
- Bus 10 B - Peter Von Poehl

## Distinctions
- 2012 : meilleur acteur au Festival international du film de Rome pour Jérémie Elkaïm[1].